# Jaume Fabre
|  | Aquest article tracta sobre l'arquitecte del segle XIV. Si cerqueu el periodista i historiador actual, vegeu «Jaume Fabre i Fornaguera». |

Jaume Fabre va ser un arquitecte nascut a Mallorca al segle xiv.
En 1309 va treballar en la Catedral de Sant Just i Sant Pastor de Narbona. Autor del Convent de Sant Domingo a Palma, que consta documentalment com a mestre d'obres el 1317, i s'havia compromès amb el prior del convent Arnau Burguet l'any 1313 a atendre les obres sempre que fos necessari.
L'any 1317 signava el contracte amb el bisbe de Barcelona Ponç de Gualba per a la primera etapa de la construcció de la Catedral de Santa Eulàlia de Barcelona, i se li atribueixen les traçades primitives de Santa Maria del Mar, i és possible que n'iniciés les obres.